# Cobla
La cobla è la strofa o stanza basilare della poesia trobadorica medievale scritta in occitano.
Martín de Riquer definisce la cobla come un'"unità metrica il cui numero di versi e situazione di rime si ripetono nelle diverse parti di una poesia, e che nello stesso tempo è anche un'unità melodica".
Una cobla può essere anche un'opera indipendente, anche se in molti casi una o due coblas rappresentano solo ciò che resta di quello che una volta era un poema completo. Ogni cobla di una canzone era di solito cantata con la stessa melodia, ma in alcune canzoni questa variava continuamente per ogni stanza (durchkomponiert). Una cobla indipendente viene chiamata cobla esparsa.
La cobla non ha un'estensione fissa: oscilla dai 3 ai 44 versi (la più grande conosciuta, nel poema di Peire Cardenal), ma predominano quelle di 8, 9 e 10 versi.
A seconda della distribuzione delle rime, le coblas possono essere:
1. Unissonans (monorime o unisono): se tutte le strofe hanno la stessa rima.
2. Dissolutas: sono una varietà delle unissonans, con la particolarità che il primo verso di ogni strofa ha una rima diversa.
3. Singulars: (lett. "singolari") se ogni cobla ha una sua propria rima.
4. Doblas: (lett. "doppie") quando presentano la stessa rima ogni due coblas (1ª e 2ª, 3ª e 4ª, ecc.).
5. Ternas: quando hanno la stessa rima ogni tre coblas (1ª, 2ª e 3ª; 4ª, 5ª e 6ª, ecc.).
6. Quaternas: quando hanno la stessa rima ogni quattro coblas.
7. Alternadas (denominazione moderna): le coblas pari seguono una rima e le impari ne seguono  un'altra .
8. Retrogradadas (denominazione moderna): la rima di ogni cobla appare invertita nella successiva (esempio: I: abcd, II: dcba)[2]
9. Capcaudadas: (lett. "testa caudata") la rima finale di una cobla è la prima rima della successiva.
10. Capfinidas: (lett. "testa-finita") nel primo verso di ogni cobla appare una parola dell'ultimo verso della precedente.
11. Capdenals: quando vari versi di una stessa cobla iniziano allo stesso modo.
12. Rentronchadas: quando una parola si ripete al primo e al nono verso di ogni strofa.

Dall'occitano cobla deriva il termine castigliano copla.
La cobla è stata usata anche in Italia : ad esempio, la famosa canzone Al cor gentil rempaira sempre amore del poeta Guido Guinizzelli è interamente composta da coblas capfinidas.
Uno scambio di coblas è una forma di tenzone o partimen in cui un trovatore scrive una singola cobla indirizzata a un altro, il quale risponde "a tema". Se tali scambi possano essere considerati come un "genere" a parte, come un tipo di tenso breve, o come coblas esparsas, una delle quali viene scritta in risposta all'altra, è una questione dibattuta. Il Cançoneret de Ripoll distingue tra le cobles d'acuyndamens, con vincoli di vassallaggio, amore o fedeltà, e le cobles de qüestions, che pongono dilemmi. L'acuyndamentum era un legame speciale di vassallaggio-fedeltà nella Catalogna medievale.

## Le cobles catalane

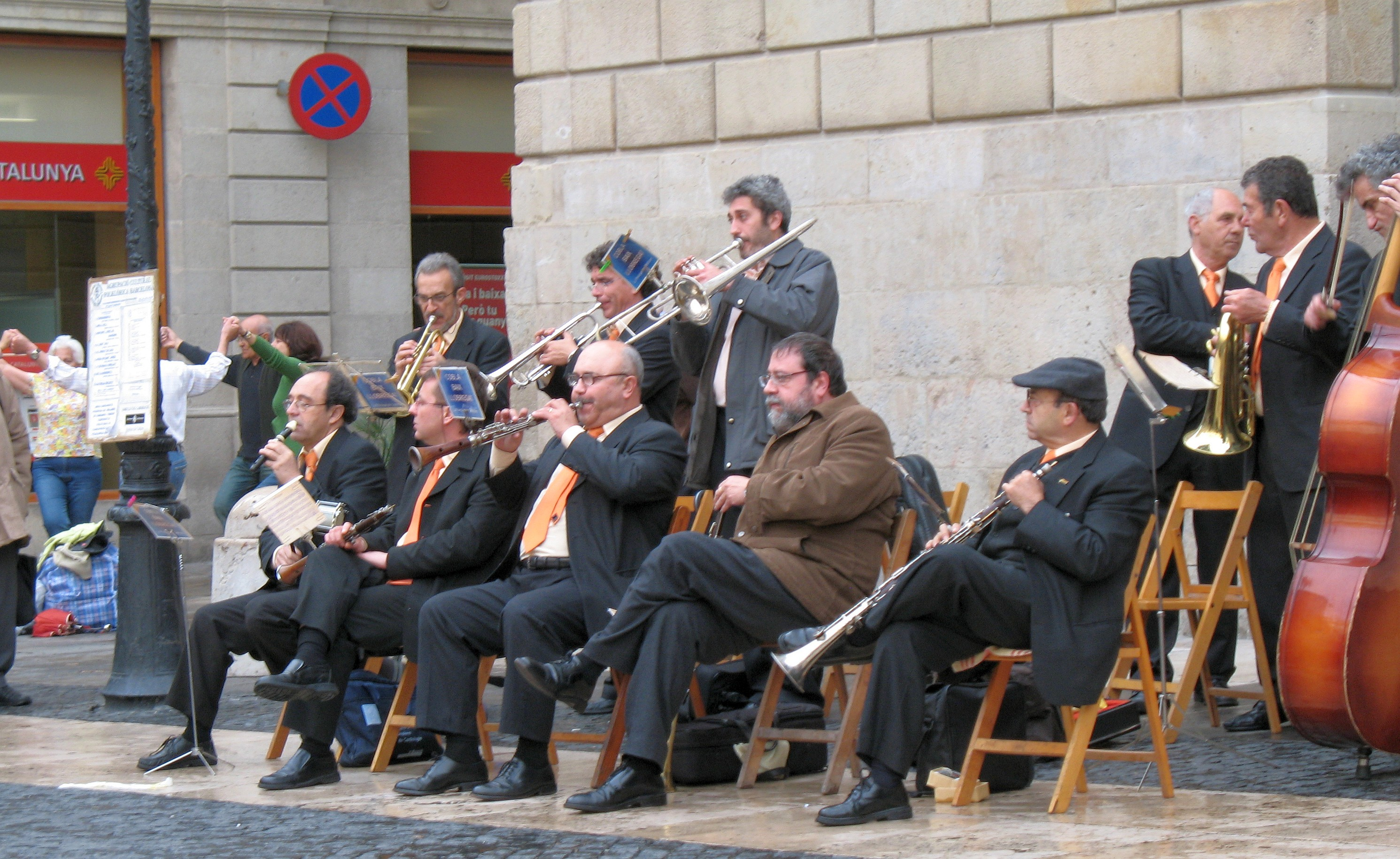
"Cobla Baix Llobregat" che suona di fronte al Palazzo della Generalitat a Barcelona

La cobla (pl. coblas) dei trovatori non va confusa con la cobla catalana (pl. cobles), che è invece un gruppo di musica tradizionale della Catalogna (la regione nord-orientale della Spagna) e della Catalogna settentrionale, in Francia.